# Boleophthalmus caeruleomaculatus
Boleophthalmus caeruleomaculatus är en fiskart som beskrevs av Mcculloch och Waite, 1918. Boleophthalmus caeruleomaculatus ingår i släktet Boleophthalmus och familjen smörbultsfiskar. Inga underarter finns listade.